# Nothing Can Stop Us
Nothing Can Stop Us – album składanka Roberta Wyatta wydany jako analogowy album w 1982 r. i jako CD w 1986.

## Historia i charakter albumu
Jest to składankowy album Roberta Wyatta gromadzący single (strony A i B) wydane przez muzyka od 1980 r. Wszystkie utwory zamieszczone na tym CD, to – oprócz jednego – cudze kompozycje. Jedyną kompozycją Wyatta jest piosenka pod proroczym tytułem "Born Again Cretin". Piosenki te zostały przez Wyatta przearanżowane, czasem dość gruntownie, jak stało się z utworem grupy Chic "At Last I Am Free".
Część piosenek jest znanych z innych wykonań. "Caimanera" jest znana bardziej pod tytułem "Guantanamera". Drastyczna piosenka o tematyce związanej z linczem "Strange Fruit" należała do repertuaru Billie Holiday.
Ze względu na składankowy charakter płyta jest stylistycznie bardzo różnorodna, poczynając do recytowanego wiersza ("Stalingrad"), poprzez chóralny folkowo-wodewilowy "Stalin Wasn't Stallin'", do "Grass" pod wpływem muzyki hinduskiej.
Był to jedyny pełny album wydany przez Wyatta w latach 1975–1985.

## Spis utworów
| 1.  | "Born Again Cretin" (Robert Wyatt)                      | 3:10  |
|     |                                                         |       |
| 2.  | "At Last I Am Free" (Nile Rodgers/Bernard Edwards)      | 4:17  |
|     |                                                         |       |
| 3.  | "Caimanera" (Carlos Puebla/José Fernández/ar. R. Wyatt) | 5:18  |
|     |                                                         |       |
| 4.  | "Grass" (Ivor Cutler)                                   | 2:39  |
|     |                                                         |       |
| 5.  | "Stalin Wasn't Stallin'" (Bill Johnson)                 | 3:22  |
|     |                                                         |       |
| 6.  | "Red Flag" (trad., ar. Jim Cornell)                     | 3:09  |
|     |                                                         |       |
| 7.  | "Strange Fruit" (Lewis Allan)                           | 3:37  |
|     |                                                         |       |
| 8.  | "Arauco" (Violeta Parra)                                | 4:35  |
|     |                                                         |       |
| 9.  | "Trade Union" (Abdus Salique)                           | 3:44  |
|     |                                                         |       |
| 10. | "Stalingrad" (Peter Blackman)                           | 5:46  |
|     |                                                         |       |
|     |                                                         | 39:37 |
|     |                                                         |       |

## Muzycy
- Robert Wyatt – wokal i wszystkie instrumenty poza wymienionymi poniżej
- Mogotsi Mothle – kontrabas ("At Last I Am Free" i "Strange Fruit)
- Frank Roberts – instrumenty klawiszowe ("At Last I Am Free" i "Strange Fruit)
- Bill MacCormick – gitara basowa ("Caimanera" i "Arauco")
- Harry Beckett – skrzydłówka ("Caimanera")
- Kadir Durvesh – shenai ("Grass" i "Trade Union")
- Esmail Shek – tabla ("Grass" i "Trade Union")
- Peter Blackman – recytacja ("Stalingrad")
- Dishari (Abdus Salique, Esmail Shek, Kadir Durvash) ("Trade Union")

## Opis płyty
- Producent – różni
- Inżynier – Skipper Kidron (wszystkie utwory oprócz 1 i 6)
- Inżynier – Ian Marlow (tylko 1 i 6)
- Oprawa graficzna – Alfreda Benge
- Czas trwania – 39:51;
- Wydania (wybór)

Firma nagraniowa i nr katalogowy – LP Rough Trade ROUGH35; CD: Rough Trade CD 35 (1986), Hannibal HNCD 1433 (2005), Domino 42 (2008)